# Campeonato Europeu de Patinação Artística no Gelo de 1898
O Campeonato Europeu de Patinação Artística no Gelo de 1898 foi a sexta edição do Campeonato Europeu de Patinação Artística no Gelo, um evento anual de patinação artística no gelo organizado pela União Internacional de Patinação (em inglês:  International Skating Union) onde os patinadores artísticos competem pelo título de campeão europeu. A competição foi disputada no dia 26 de fevereiro, na cidade de Trondheim, Noruega.

## Eventos
- Individual masculino

## Medalhistas
| Evento                        | Ouro                    | Prata                   | Bronze                 |
| Individual masculino detalhes | Ulrich Salchow · Suécia | Johan Lefstad · Noruega | Oscar Holthe · Noruega |

## Resultados

### Individual masculino
| Pos.              | Nome           | Nacionalidade |
| ----------------- | -------------- | ------------- |
| Medalha de ouro   | Ulrich Salchow | Suécia        |
| Medalha de prata  | Johan Lefstad  | Noruega       |
| Medalha de bronze | Oscar Holthe   | Noruega       |

## Quadro de medalhas
| Ordem | País    | Medalha de ouro | Medalha de prata | Medalha de bronze |   | Ordem por total |
| ----- | ------- | --------------- | ---------------- | ----------------- | - | --------------- |
| 1     | Suécia  | 1               |                  |                   | 1 | 2               |
| 2     | Noruega |                 | 1                | 1                 | 2 | 1               |
| TOTAL | TOTAL   | 1               | 1                | 1                 | 3 | —               |